# Nellikuppam
Nellikuppam là một thành phố và khu đô thị của quận Cuddalore thuộc bang Tamil Nadu, Ấn Độ.

## Nhân khẩu
Theo điều tra dân số năm 2001 của Ấn Độ, Nellikuppam có dân số 44.191 người. Phái nam chiếm 50% tổng số dân và phái nữ chiếm 50%. Nellikuppam có tỷ lệ 69% biết đọc biết viết, cao hơn tỷ lệ trung bình toàn quốc là 59,5%: tỷ lệ cho phái nam là 76%, và tỷ lệ cho phái nữ là 61%. Tại Nellikuppam, 11% dân số nhỏ hơn 6 tuổi.